# Setge de Nàpols (1437-1442)
El Setge de Nàpols fou un conjunt d'operacions que van dur a la conquesta de la capital del Regne de Nàpols per part d'Alfons el Magnànim.

## Antecedents
L'ambició permanent del rei sempre va ser el Regne de Nàpols, i l'oportunitat li va arribar el 1434 i el 1435 amb la mort successivament de Lluís III de Nàpols i de la reina Joana II de Nàpols, mentre l'hereu Renat I d'Anjou era presoner a la cort de Felip III de Borgonya des de la seva derrota a la batalla de Bulgnéville en 1431.
A la mort de Lluís III, la reina Joana s'establí a Nàpols i va trobar el suport del ducat de Milà i del papat, irritat per l'acostament d'Alfons el Magnànim a Fèlix V i el Concili de Basilea, mentre la República de Florència i la República de Venècia es mantenien al marge, L'ambaixador de Felip Maria Visconti a Gaeta, Ottolino Zoppo, el va advertir de la possibiilitat que Alfons el Magnànim, que ambicionava el Regne de Nàpols, ataqués el seu port, i el servís de cap de pont per les seves ambicions, i Visconti va enviar Francesco Spinola amb 800 homes, dels quals 400 eren ballesters, a defensar la ciutat.
El Magnànim fou capturat pels genovesos a la batalla naval de Ponça i lliurat a Felip Maria Visconti, però el Magnànim i el duc de Milà van acordar el suport mutu pel tractat de Milà, en la demanda del tron de Nàpols el primer, i en la disputa contra els Sforza i el Papat del segon, i el Magnànim fou alliberat en octubre. El canvi d'aliances de Milà va revoltar els genovesos el Nadal de 1435, matant al governador milanès.

## El setge de 1437
Alfons, que sortí de Capua amb l'estol, prengué ràpidament la major part del regne, i nomenà cabdill de les seves forces al regne al condottiere Francesco Piccinino per lluitar contra els Estats Pontificis. En 1437 inicià des del Castell Nou i el Castell de l'Ou el setge de Nàpols, defensada per Antonio Caldera, que resistì i s'hagué d'aixecar el setge per l'atac de les forces papals l'abril de 1437, comandades per Joan Vitellesco de Cornetto que assetjaren Capua on es reuniren amb les de Caldora, aprofitant que Alfons havia iniciat el setge d'Aversa, que hagué d'aixecar per socòrrer Capua, i els angevins es retiraren a Nàpols.

## El setge de 1438
A finals de 1437 s'establí una treva fins al març de 1438, que fou trencada pels angevins el dia de Nadal amb un atemptat fallit i poc després Renat d'Anjou obtenia la llibertat de Felip III de Borgonya per 200.000 dobles d'or, aconseguint reforçar Nàpols amb deu galeres de Marsella i centrant-se a consolidar els Abruços per establir una base per atacar els catalans, i enviant Caldora a Calàbria, però va retornar en ser atacades les seves pròpies possessions. Aprofitant l'absència de Renat, Alfons posà de nou setge de la capital, on l'octubre del 1438 infant Pere morí, i l'estiu següent el Castell Nou, que els catalans havien conservat, s'hagué de rendir.

## El setge de 1441
El novembre de 1441 Alfons posà novament setge a Nàpols, i el 2 de juny de 1442, després que els catalans entressin a la ciutat havent construït un túnel pel que s'hi van colar soldats que pogueren obrir les portes, Renat d'Anjou fugí sense oposició amb una galera en direcció a Gènova, i entrà Alfons, guanyant tots els seus enemics: Florència, Venècia, el Papat, i els partidaris angevins a Nàpols,

## Conseqüències
Eugeni IV i Alfons el Magnànim van negociar un arranjament de les seves diferències en la primavera de 1443, donant lloc a un acord formal a Terracina el 14 de juny 1443. Sota els termes d'aquest tractat Eugeni va reconèixer Alfons com a rei de Nàpols i del seu fill Ferran com a successor, consolidant la conquesta del Regne de Nàpols, a canvi del reconeixement d'Eugeni com a papa, i retirar el suport a Fèlix V i el Concili de Basilea.